# Красавский
Красавский — упразднённый хутор в Новоаннинском районе Волгоградской области России. Входил в состав Новокиевского сельского поселения. Упразднён в 2013 году.

## История
Постановлением Волгоградской областной Думы от 14.02.2013 N 81/3514 «Об исключении из учётных данных отдельных населенных пунктов Новоаннинского района Волгоградской области» исключены из учётных данных хутора Ивановский и Красавский.

## География
Расположен в северо-западной части области, в лесостепи, в пределах Хопёрско-Бузулукской равнины, являющейся южным окончанием Окско-Донской низменности.
Абсолютная высота 156 метр над уровнем моря
.

## Население
| 2002 | 2010 |
| ---- | ---- |
| 0    | →0   |

По данным Всероссийской переписи населения 2002 года и 2010 года постоянного населения нет.

## Инфраструктура
Было развито сельское хозяйство.

## Транспорт
Просёлочные дороги.